# Sean Denison
Sean Morgan Denison (ur. 26 sierpnia 1985 w Trail) – kanadyjski koszykarz, występujący na pozycji skrzydłowego, obecnie zawodnik CSM Oradea.
9 marca 2016 roku powrócił po raz drugi do Torunia, podpisując umowę z Polskim Cukrem Toruń. 22 lipca 2016 roku podpisał kolejny w swojej karierze kontrakt z rumuńskim klubem CSM Oradea. 8 września 2017 został zawodnikiem Niżnego Nowogrodu.

## Osiągnięcia
Stan na 20 czerwca 2019, na podstawie, o ile nie zaznaczono inaczej.
NCAA
- Zawodnik roku konferencji West Coast (2007)[5]
- Zaliczony do I składu konferencji West Coast (WCC – 2007)
- Lider konferencji WCC w skuteczności rzutów za 2 punkty (2007)[6]

Drużynowe
- Mistrz:
  - Rumunii (2018, 2019)
  - II ligi tureckiej (2009)
- Wicemistrz Rumunii (2014)
- Brązowy medalista ligi rumuńskiej (2017)
- Finalista pucharu Rumunii (2014, 2018, 2019)

Reprezentacja
- Uczestnik:
  - igrzysk panamerykańskich (2007 – 7. miejsce)
  - mistrzostw Ameryki U–21 (2004 – 4. miejsce)